# Molobratia pekinensis
Molobratia pekinensis là một loài ruồi trong họ Asilidae. Molobratia pekinensis được Bigot miêu tả năm 1878. Loài này phân bố ở vùng Cổ Bắc giới và châu Á.